# Sopransaxofon

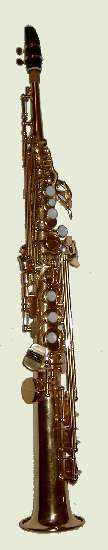
Rak sopransaxofon.

Sopransaxofon är en typ av saxofon. Den är den ljusaste saxofonen bland de oftast använda. Hela sopransaxofonen är oftast rak, från nacken till klockstycket, men de kan vara böjda.
En sopransaxofon är oftast stämd i bess, och ligger en oktav högre än tenorsaxofonen.
Sopransaxofonen används både inom klassisk musik och jazz.